# سيسيليا مالان
سيسيليا مالان (من مواليد 16 أبريل 1983 في ريو دي جانيرو) صحفية إذاعية برازيلية. وهي ابنة الاقتصادي البرازيلي ووزير المالية السابق بيدرو مالان. وهي مراسلة مقرها لندن لـ قناة غلوبو منذ عام 2011.

## المسار المهني
عاشت سيسيليا في نيويورك وواشنطن العاصمة وبرازيليا وباريس قبل تخصصها في الصحافة في جامعة الجامعة البابوية الكاثوليكية في ريو دي جانيرو. بدأت حياتها المهنية في قناة غلوبو في عام 2005 كمتدربة في برنامج الأخبار الصباحي صبح الخير البرازيل. في مكتب الأخبار الأجنبية بصفتها محررة دولية ساعدت في تغطية وفاة البابا يوحنا بولس الثاني ومايكل جاكسون، والدمار الذي خلفه إعصار كاترينا، وانتخاب باراك أوباما التاريخي، والأزمة العالمية لعام 2008، من بين قصص أخرى.
في عام 2011 انتقلت سيسيليا إلى مكتب لندن. تعمل منذ ذلك الحين على إنتاج وتقديم تقارير عن الأخبار العاجلة والأعمال التجارية والسياسة ونمط الحياة والقصص الثقافية والترفيهية.
غطت سيسيليا عن جميع الهجمات الإرهابية الكبرى في العقد الماضي في المملكة المتحدة (مقتل فوسيلير لي ريجبي والنائب جو كوكس، هجوم وستمنستر بريدج، تفجير مانشستر أرينا، كابوس لندن بريدج). خارج لندن غطت سيسيليا أيضًا الهجمات على المجلة الفرنسية الساخرة شارلي إبدو في يناير 2015. بعد ساعات من تغطيتها للأحداث الدرامية التي تتكشف في باريس، اقتحمت القوات الخاصة الفرنسية سوق الكوشر حيث كان يحتجز الرهائن. على بعد أقل من 300 متر من مكان الحادث فوجئت بصوت الانفجارات وطلقات الرصاص. خلال البث المباشر لها اعترفت بسهولة أنها لم تسمع صوت إطلاق النار من قبل. أصبحت الحلقة على الفور موضوعًا شائعًا على تويتر. أشاد معظم المشاهدين بـ «عفويتها الحقيقية» وأعربوا عن تقديرهم لحقيقة أن «الصحفيين ليسوا روبوتات»، بينما اعتبرها آخرون «متوترة للغاية».
أجرت سيسيليا أيضًا مقابلات رفيعة المستوى مع بعض أكبر الأسماء في نظر الجمهور: ديفيد بيكهام وبراد بيت والمغنية وكاتبة الأغاني الإنجليزية أديلي والمعتقل السابق في خليج غوانتانامو معظم بيج ورئيس الوزراء البريطاني ديفيد كاميرون.
سيطر الجيد والسيئ والقبيح لبريكست على تقاريرها لسنوات عديدة في لندن. كما فعل كوفيد 19. أمضت سيسيليا أكثر من عام في البث المباشر من المنزل أثناء الوباء.
تزوجت سيسيليا من 2013 إلى 2020. ولديها ابنة أوليمبيا ولدت في يوليو 2019.